# Площа Рад (Ростов-на-Дону)
Площа Рад — одна з центральних площ Ростова-на-Дону. Розташована в Кіровському районі на перетині Великої Садової вулиці, Ворошиловського проспекту, проспекту Соколова та Соціалістичної вулиці.

## Історія
Площа, що згодом отримала назву площа Нового Базару, вперше позначається на плані 1845 року. Тоді там розташовувалися «холодні будови». Забудова площі розпочалася після закінчення Кримської війни. До 1860 року площа була забудована по периметру одноповерховими будинками. Вздовж Великого і Середнього проспектів розташовувалися торговельні ряди.
У 1891–1908 роках у центрі площі був збудований Олександро-Невський собор, який став її архітектурною домінантою і композиційним центром. До початку XX століття на площі з'явилися цегляні торгові лавки і магазини, а на Великому і Середньому проспектах (нині Ворошиловський проспект і вулиця Соколова) були зведені прибуткові будинки купців І. Гоц, К. Чернова, Г. Мельникова -Езекова, братів Деді С. Шендерова, Ахчіевих. У 1913–1915 роках на площі було побудована будівля Державного банку. У 1929–1930 роках Олександро-Невський собор був знесений, після чого монументальний будинок Держбанку став архітектурною домінантою площі. У 1929–1934 роках на площі за проєктом архітектора І. O. Голосова був збудований Будинок Рад, витриманий в конструктивістському стилі.
Під час Другої світової війни більшість будинків на площі було зруйновано, зберігся лише будинок Держбанку. У 1947–1948 роках на площі за проєктом М. І. Тараканова був розбитий сквер. Проєкти повоєнної реконструкції площі припускали, що вона буде забудована в характерному для того часу монументальному стилі. Але постанова «Про усунення надмірностей у проєктуванні та будівництві»  від 1955 року,  скоригувала ці плани. Головний архітектор Ростова Я. А. Ребайн згадував: «Проєкт Будинку Рад, який пройшов усі стадії затвердження, був змінений, в тому числі прибрана центральна вежа, а будівля втратила свою оригінальність і привабливість…».
До кінця 1950-х років площа Рад була забудована. Вона стала головною адміністративної площею міста. В 1972 році в центрі площі встановили «Монумент Первоконнікам» роботи Є. В. Вучетича.

Фотогалерея
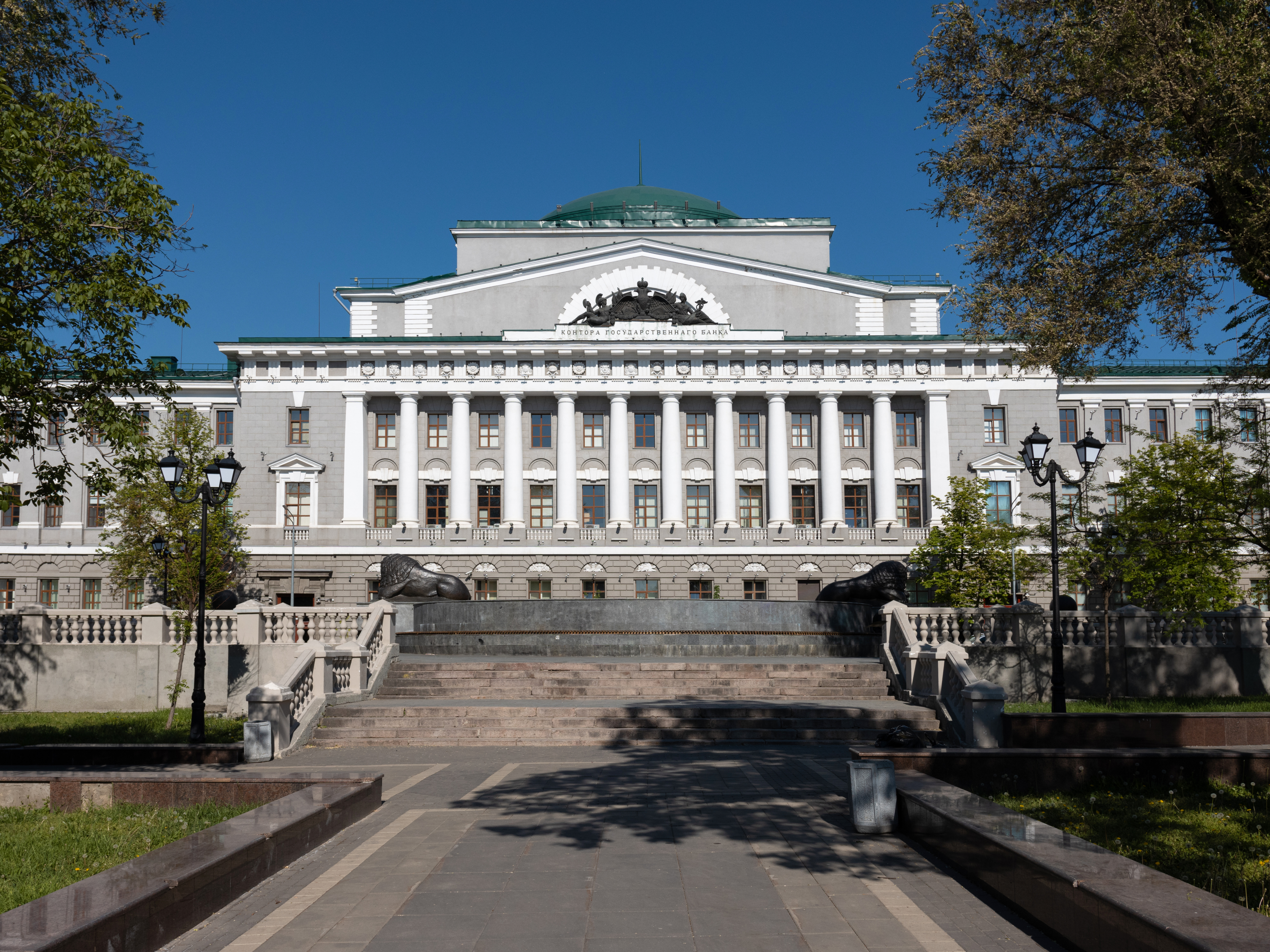
Будівля Державного банку
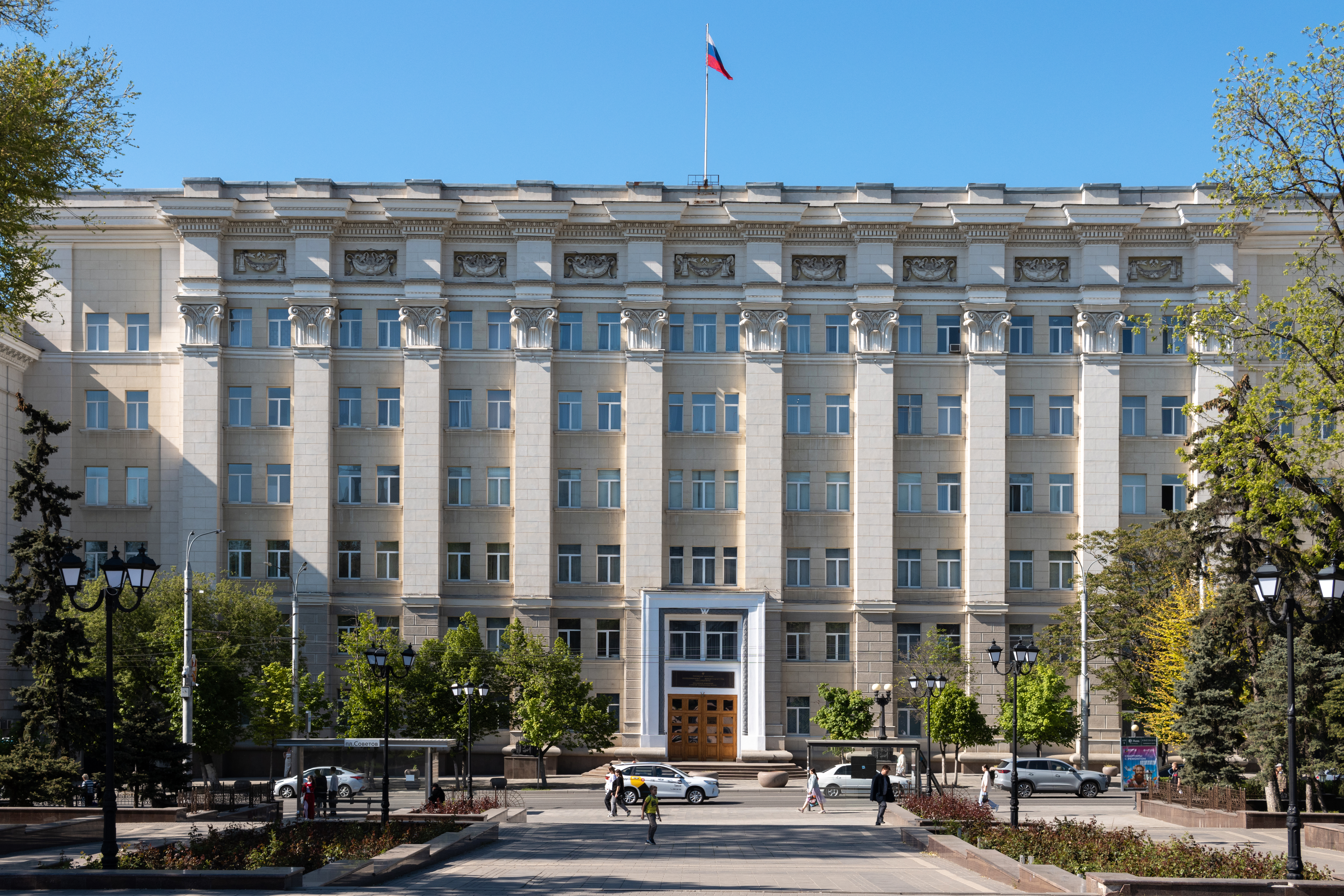
Будівля повпредства президента в Південному федеральному окрузі
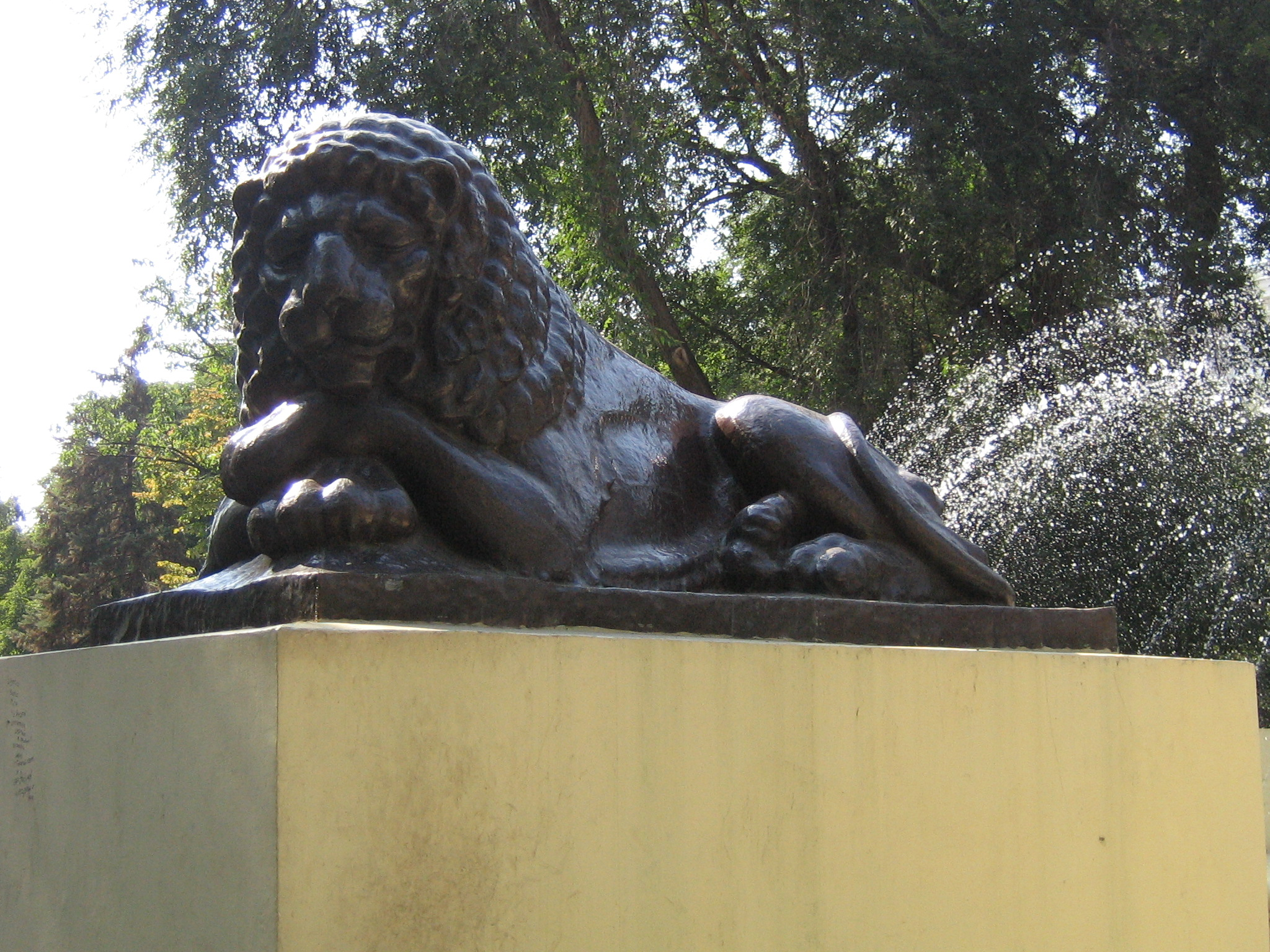
Скульптура лева